# Ditaji Kambundji
Ditaji Kambundji (Berna, 20 de mayo de 2002) es una deportista suiza que compite en atletismo, especialista en las carreras de vallas. Su hermana Mujinga compite en el mismo deporte.
Ganó una medalla de plata en el Campeonato Mundial de Atletismo en Pista Cubierta de 2025, dos medallas en el Campeonato Europeo de Atletismo, en los años 2022 y 2024, y dos medallas en el Campeonato Europeo de Atletismo en Pista Cubierta, en los años 2023 y 2025.

## Palmarés internacional
| Campeonato Mundial en Pista Cubierta | Campeonato Mundial en Pista Cubierta | Campeonato Mundial en Pista Cubierta | Campeonato Mundial en Pista Cubierta |
| Año                                  | Lugar                                | Medalla                              | Prueba                               |
| ------------------------------------ | ------------------------------------ | ------------------------------------ | ------------------------------------ |
| 2025                                 | Nankín (China)                       | Medalla de plata                     | 60 m vallas                          |
| Campeonato Europeo                   |                                      |                                      |                                      |
| Año                                  | Lugar                                | Medalla                              | Prueba                               |
| 2022                                 | Múnich (Alemania)                    | Medalla de bronce                    | 100 m vallas                         |
| 2024                                 | Roma (Italia)                        | Medalla de plata                     | 100 m vallas                         |
| Campeonato Europeo en Pista Cubierta |                                      |                                      |                                      |
| Año                                  | Lugar                                | Medalla                              | Prueba                               |
| 2023                                 | Estambul (Turquía)                   | Medalla de bronce                    | 60 m vallas                          |
| 2025                                 | Apeldoorn (Países Bajos)             | Medalla de oro                       | 60 m vallas                          |